# Yuja Wang
En aquest nom xinès, el cognom és Wang.
Wang Yujia (en xinès: 王羽佳; en pinyin: Wáng Yǔjiā) (Pequín, 10 de febrer de 1987) és una pianista xinesa, coneguda pel seu nom artístic: Yuja Wang.
Va començar a tocar el piano a sis anys. Més endavant va fer estudis al conservatori de Pequín. A catorze anys, mercè a un intercanvi artístic, va continuar estudiant al conservatori del Mount Royal College (Canadà) i, finalment, es va graduar a Filadèlfia (Estats Units). A 21 ja era una pianista reconeguda internacionalment, i oferia recitals arreu del món. Té un contracte d'enregistrament amb Deutsche Grammophon.

## Altres gravacions
- Transformación - Interpretant Stravinski, Scarlatti, Brahms i Ravel.
- Sonatas & Etudes - Interpretant Chopin, Scriabin, Liszt i Ligeti.
- Rachmaninov.
- Prokofiev, concerts per piano num. 2 i num 3 (Youtube).